# Anschau
Anschau ist eine Ortsgemeinde im Landkreis Mayen-Koblenz in Rheinland-Pfalz. Sie gehört der Verbandsgemeinde Vordereifel an, die ihren Verwaltungssitz in Mayen hat.

## Geographische Lage
Anschau liegt westlich von Monreal und südlich von Virneburg im Naturraum Nr. 271.3 Elzbachhöhen der Östlichen Hocheifel an der Straße von Niederelz nach Nachtsheim in der geologischen Formation „Anschauer Trog“ bzw. „Kürrenberg-Anschauer Mulde“ zwischen dem Waldescher-Nachtsheimer und dem Bürresheim-Bermeler Sattel.
Zur Gemeinde Anschau gehört außer dem namengebenden Ort auch der Weiler Mimbach, der am gleichnamigen Bach liegt. Die höchste Erhebung liegt im Ortskern von Anschau bei 440,1 m ü. NHN, im Süden wechselt der Elzbach an der tiefsten Stelle der Gemeinde bei etwa 320 m ü. NHN in das Gebiet von Niederelz.

## Geschichte
Anschau gehörte bis zum Ende des 18. Jahrhunderts zur Grafschaft Virneburg. Hier bestand – unter ursprünglich kurpfälzischer Lehenshoheit – anfangs eine Lehensgemeinschaft der Grafen von Virneburg mit den Grafen von Sponheim-Sayn. 1381 verkaufte Jutta von Sayn († 1381/87), Witwe Adolfs III. von Grafschaft († 1381) zu Ehreshoven und Tochter Gottfrieds II. von Sayn († 1327), mit Zustimmung ihrer Söhne und der Grafen Adolf III. (1312–1383) und Johann von Virneburg ihr ererbtes Gut Anschowe bzw. Anschauwe im Gericht Nachtsheim mit Ackerland, Wiesen und allem Zubehör an Lutz von Ehreshoven (Yrenhuysen). Dies ist vermutlich die älteste urkundliche Erwähnung des Ortes.
Der Zehnt aus Anschau stand dem Propst des Stiftes Münstermaifeld zu (seit 1515 war das in Personalunion der Erzbischof von Trier), später erhielt davon 1⁄3 der Pfarrer von Nachtsheim. Der Zehnte wurde verpachtet und brachte 1641/42 6 Malter Hafer ein, 1717 13 Malter Korn und 11 Malter Hafer und 1792/93 13 Malter Korn und 15 Malter Hafer. Die Gemeinde unterlag bis zum Ende des Alten Reiches dem Mühlenzwang der Bannmühle in Niederelz.
In „Ainschauwe“ wird 1488 ein herrschaftlicher Hof erwähnt; Graf Philipp II. von Virneburg und Neuenahr († 1522/25) und seine Frau Walburga von Solms (1461–1499) verschrieben eine Rente über 5 Malter Korn aus seinen Erträgen, die noch mehr als 300 Jahre später auf dem Hof haftete. Zu dem Hof gehörten Ländereien und Waldungen wie der „Kreuzbusch“ (heute Kreuzbus nördlich der Kläranlage am Elzbach gegenüber von Bermel). In Mimbach gehörte den Virneburger Grafen das Iring-Gut mit einem Wald und Rodungsland bei der Holzwiese, oben längs der Büsch (heutiger Flurname wohl Im Buschseifen) und herab bis an den Bach.
Nach dem Aussterben der Virneburger 1545 gelangte Anschau mit der Grafschaft an die Herrschaft Manderscheid-Schleiden und wurde vorübergehend protestantisch. Es kam in der Folgezeit immer wieder zu Grenzstreitigkeiten zwischen dem virneburgischen Weiler Mimbach und den seit 1593 kurtrierischen Gemeinden Nachtsheim und Boos, insbesondere über die Holzwiese entlang dem Mimbach, die Büsche (gemeint ist vermutlich das heutige Flurstück Zwischen dem Büsch am Mimbach bei Münk), die Weidegerechtigkeit im Wald Segard oder Sechardt (heute Im Seechert) und auf den Wiesen in der Mumpach (Mimbach), über das Wasen-Stechen auf der Heide oberhalb Gerhardsbüschelchen und die Besteuerung der sogenannten Wohntal-Wiesen (heutige Flurnamen Im Wohntal, Wohntalskaul). 1590 gestattete Magdalena von Nassau-Wiesbaden (1546–1604), die Witwe des Grafen Joachim von Manderscheid-Schleiden-Virneburg (* um 1540; † 1582), dem Virneburger Rentmeister und Vogt Johann Hilgers I. († um 1618), eine Kornrente in Anschau zu erwerben. Nach dem Tod ihres Schwagers Dietrich VI. von Manderscheid-Schleiden-Kerpen (1538–1593) fiel Anschau mit der Grafschaft Virneburg an die lutherischen Grafen von Löwenstein-Wertheim.
Statistiken von Eva Lacour zufolge gab es in Anschau zwischen 1582 und 1701 etwa 18 Haushalte, in Mimbach um die vier. 1598/99 grassierte in den virneburgischen Dörfern die Pest. Am 9. Januar 1599 drangen etwa 100 kurtrierische Untertanen von Mayen aus mit Wissen und Willen des Erzbischofs Johann VII. von Schönenberg, der Ansprüche auf Schloss und Grafschaft Virneburg als einem kurtrierischen Erblehen erhob, in die Grafschaft ein. Vier bewaffnete Schützen überfielen dabei auch den Weiler Mimbach, nahmen zwei Pferde mit und versuchten, Schweine zu stehlen. Clas Martins wurde von ihnen mit einem Rohr (Gewehr) in die Seite gestoßen und starb acht Tage später an den Folgen der Verletzung. Magdalenas von Nassau älteste Tochter Elisabeth von Manderscheid-Schleiden (1569–1621), seit 1592 verheiratet mit Graf Christoph Ludwig von Löwenstein-Wertheim-Rochefort (1568–1618), belehnte 1606 Lukas (Laux) und seine Schwester Maria (Mergen) aus Mimbach, Kinder des Johann von Mimbach, mit dem dortigen Iring-Gut. Elisabeth von Manderscheid erhielt die Grafschaft Virneburg endgültig 1615 bei einer Erbteilung mit dem Grafen Ernst von der Marck-Schleiden (1590–1654). Sie und ihre Mutter Magdalena von Nassau erkannten gleichzeitig den Trierer Erzbischof Lothar von Metternich als Lehnsherren der Grafschaft an, wodurch der katholische Einfluss auf die kirchlichen Verhältnisse der Grafschaft wieder dominierend wurde. Die Verpachtung des Iring-Guts in Mimbach wurde bei diesem Anlass um zwölf Jahre verlängert. Beim Vertragsschluss war der Heimbürger Nikolaus Schneider von Anschau zugegen, der zusammen mit Heimbürgern zwölf weiterer Orte virneburgische Kapitalien ablöste.
Im Dreißigjährigen Krieg erhielten die Hofleute in Anschau 1643 vom Stift Münstermaifeld Nachlässe bei den Pachtzahlungen zugestanden, weil einquartierte Soldaten Schäden verursacht hatten. Auch 1673 im Holländischen Krieg und 1690 im Pfälzischen Erbfolgekrieg gab es Kriegsschäden in Anschau, Mimbach, Ditscheid, Münk, Lind und „Bauersnitz“ im Kir(ch)sp(i)el Nachtsheim). 1693 wurden die Renten des Adenauer Kellers Johann Kayser († um 1718) in Anschau beschlagnahmt, weil ihm vorgeworfen wurde, dass er Güter der Grafen von Löwenstein-Wertheim in dem von ihm verwalteten Kurkölner Amt Nürburg überhöht besteuert habe. Im Frühjahr 1722 und 1730 wurden viele Häuser der Ortschaft durch Brände zerstört. 1773 wurden zwei gräfliche wertheimische Hofgebäude in Anschau an die Meistbietenden und bisherigen Beständer Johannes Mandt für 130 Reichstaler bzw. Christian Engels für 90 Reichstaler verkauft.
Ein löwenstein-wertheimsches sogenanntes „Mimbachs-Höfchen“ lag auch in Weiler.
Nach der Eroberung des linken Rheinufers durch die Französische Republik 1794 lagen 1796/97 französische Truppenteile in der Gemeinde. Anschau gehörte von 1798 bis 1814 zum Kanton Virneburg im Arrondissement de Bonn des Rhein-Mosel-Departements und unterstand der Verwaltung der Mairie Virneburg. Das gräflich wertheimische Gut „Kammerstück“ oder „Kemestück“ (heute Auf Kammerstück südöstlich des Dorfes), das nicht viel mehr als 1 ha umfasste, ging in das Eigentum des französischen Staates über und wurde am 28. Nivose XII (19. Januar 1804) für 185 Francs (46 Taler) versteigert, am 2. Februar 1807 dann auch der Anschauer Hof mit 46 ha Land und 7 ha Wiesen – entspricht etwa 10 % der heutigen Gemeindefläche – für 5025 Francs (1340 Taler). Nach dem Wiener Kongress wurde die Gemeinde preußisch. 1816/17 wurde Anschau in die Bürgermeisterei Mayen eingegliedert. Paul Schaefer legte 1827 im Anschauer Distrikt Wiesenboden am „Mümbach“ Richtung Mimbach eine Schleifmühle an (heutiger Flurname An der Alten Mühle).
Von 1837 bis 1888 wurden die Kinder aus Anschau und Ditscheid gemeinsam in Mimbach unterrichtet, danach erhielt Anschau eine eigene katholische Schule, die bis Ende der 1960er Jahre bestand. Die Grundschule befindet sich heute in Boos, eine Realschule plus in Nachtsheim.
Bevölkerungsentwicklung
Die Entwicklung der Einwohnerzahl von Anschau, die Werte von 1871 bis 1987 beruhen auf Volkszählungen:
| Jahr | Einwohner |
| ---- | --------- |
| 1815 | 154       |
| 1835 | 182       |
| 1871 | 166       |
| 1905 | 188       |
| 1939 | 216       |
| 1950 | 255       |
| 1961 | 219       |

| Jahr | Einwohner |
| ---- | --------- |
| 1970 | 223       |
| 1987 | 245       |
| 1997 | 292       |
| 2005 | 294       |
| 2011 | 290       |
| 2017 | 288       |
| 2023 | 285       |

## Politik

### Gemeinderat
Der Gemeinderat in Anschau besteht aus sechs Ratsmitgliedern, die bei der Kommunalwahl am 9. Juni 2024 in einer Mehrheitswahl gewählt wurden, und dem ehrenamtlichen Ortsbürgermeister als Vorsitzendem.

### Bürgermeister
Sebastian Hermann wurde am 8. Juli 2024 Ortsbürgermeister von Anschau. Da für die Direktwahl am 9. Juni 2024 kein Wahlvorschlag eingereicht wurde, oblag die Neuwahl des Bürgermeisters gemäß rheinland-pfälzischer Gemeindeordnung dem Rat, der auf seiner konstituierenden Sitzung Sebastian Hermann wählte.
Hermanns Vorgänger Franz-Josef Bläser hatte das Amt seit 2009 inne und kandidierte 2024 nicht erneut. Zuvor war Heinrich Faßbender Ortsbürgermeister von Anschau.

### Wappen
| Wappen von Anschau | Blasonierung: „Von Blau über Gold geteilt, oben einen silbernen Krummstab mit silbernem, goldgeschäfteten Beil schräg gekreuzt, unten 7 (4:3) zu 2 Balken aneinander gereihte rote Rauten.“                                      |
| Wappen von Anschau | Wappenbegründung: Die Rauten stehen für die ehemalige Grafschaft Virneburg, der Krummstab ist das Attribut des Kirchenpatrons Ägidius und das Beil erinnert an das Martyrium des Apostels Matthias, des früheren Kirchenpatrons. |

## Kirche
Die römisch-katholische St. Aegidius-Kirche in Anschau ist eine Filialkirche der Pfarrei Nachtsheim. In Nachtsheim wurden schon von alters her die Verstorbenen des Dorfes begraben. Der jetzige Kirchbau, eine Kleinkirche im Heimatschutzstil, wurde 1950–1951 nach Plänen von Fritz Thoma (1901–1977) umgestaltet. Für den Vorgängerbau, eine 1656 und 1657 erwähnte St. Matthias-Kapelle, wurde 1671 eine Glocke geweiht. Eine Bauinschrift am Saalbau trägt die Jahreszahl 1755; seitdem war St. Aegidius der Kirchenpatron. 1792 wurde im Kapitel des Stiftes Münstermaifeld als Mitinhaber des Zehnten über einen Kirchenbau in Anschau verhandelt.